# Matthew Richardson
Matthew Richardson, né le 12 avril 1999 à Maidstone, en Angleterre, est un coureur cycliste australo-britannique. Il représente l'Australie jusqu'en 2024, avant de courir pour la Grande-Bretagne. Spécialisé dans les disciplines de vitesse sur piste, il compte cinq médailles mondiales, dont le titre de champion du monde de vitesse par équipes en 2022. Il remporte également trois médailles aux Jeux olympiques de Paris 2024.

## Biographie
Matthew Richardson est né à Maidstone, au Royaume-Uni, une ville où travaille son père en 1999. Ses parents sont tous les deux anglais et ils déménagent en Australie pour le travail de son père lorsqu'il a neuf ans. Il possède la double nationalité britannique et australienne.
Il commence sa carrière sportive en tant que gymnaste jusqu'à ce qu'il doive abandonner ce sport en 2013 en raison d'une blessure au coude. Il décide de s'essayer au cyclisme sur piste, dans une discipline qui l'attire du fait de l'influence de son père, mais qu'il n'avait jamais essayé, faute de temps. Il rejoint rapidement la Western Australia Institute of Sport (WAIS) où ils ont compris que la force qu'il avait acquise dans le gymnase pouvait être transféré sur la piste : «Je pesais 52 kg et j'étais assez petit et faible pour être honnête. Je n'avais aucun problème avec mes bras, mais il m'a fallu beaucoup de temps pour commencer à soulever des poids lourds. Mais j'ai amélioré la technique et j'ai progressé rapidement ». 
En 2017, il est double champion d'Australie sur piste chez les juniors (moins de 19 ans) en vitesse individuelle et par équipes. Début 2019, il remporte la vitesse par équipes de la manche de Coupe du monde à Hong Kong aux côtés de Thomas Clarke et James Brister. La même année, il fait ses débuts aux mondiaux sur piste chez les élites, où il se classe sixième de la vitesse par équipes avec Patrick Constable et Nathan Hart. Lors des championnats d'Océanie 2019, il est médaillé d'argent de la vitesse par équipes avec Clarke et Nathan Hart.
En 2020, il devient champion d'Australie de vitesse et est sélectionné en février pour les mondiaux sur piste à Berlin. Il participe à la vitesse par équipes, où le trio australien (avec Nathan Hart et Thomas Cornish) remporte la médaille de bronze en battant la France en petite finale. Pendant le confinement - lié à la pandémie de Covid-19 - il installe une salle de gym à son domicile d'Adélaïde, ce qui lui permet d'accélérer sa progression. En 2021, il est champion d'Australie du keirin et  de vitesse. En août, il participe aux Jeux olympiques de Tokyo. Il est quatrième de la vitesse par équipes après avoir perdu contre la France lors du match pour la médaille de bronze. Il est également 13e du keirin et 21e de la vitesse individuelle.
En 2022, il décroche trois médailles, dont le titre en vitesse par équipes lors des championnats d'Océanie. Lors de la Coupe des nations à Glasgow, il gagne la vitesse par équipes (avec Thomas Cornish et Leigh Hoffman), puis termine troisième du keirin deux jours plus tard et deuxième du tournoi de vitesse. Lors de la manche  suivante à Milton, il gagne la vitesse en battant en finale Jeffrey Hoogland et se classe deuxième du keirin. Lors des mondiaux de Saint-Quentin-en-Yvelines, il devient champion du monde de vitesse par équipes, en mettant fin au règne des sprinteurs néerlandais. Il remporte également la médaille d'argent de la vitesse, battu par son rival Harrie Lavreysen. Il dispute par la suite les Jeux du Commonwealth, où il gagne l'or en vitesse individuelle et par équipes avec Leigh Hoffman et Matthew Glaetzer. 
En 2023, il est vice-champion du monde de keirin et de vitesse par équipes. Il décroche également trois titres aux championnats d'Océanie et deux autres en 2024. Lors des Jeux olympiques de Paris 2024, il remporte trois médailles en trois épreuves : l'argent sur la vitesse individuelle et le keirin derrière Harrie Lavreysen, ainsi que le  bronze sur la vitesse par équipes.
Après les Jeux olympiques de 2024, il annonce quitter l'équipe cycliste australienne pour représenter la Grande-Bretagne, son pays de naissance, après que sa demande de changement de nationalité a été acceptée par l'Union cycliste internationale. Ce changement l'empêche d'être sélectionné aux mondiaux 2024 et aux championnats d'Europe 2025. Cette décision a suscité la controverse au sein de la communauté cycliste australienne.
Le 14 août 2025, il améliore le record du monde du 200 mètres départ lancé en 8 s 941. Il devient ainsi le premier homme à descendre sous les 9 secondes sur cette distance. Il réitère l'exploit dès le lendemain, en réalisant cette fois 8 s 857.

## Vie privée
Il est en couple avec la cycliste britannique Emma Finucane depuis janvier 2024.

## Palmarès

### Jeux olympiques
- Tokyo 2020
  - 4e de la vitesse par équipes
  - 13e du keirin
  - 21e de la vitesse individuelle
- Paris 2024
  -  Médaillé d'argent de la vitesse individuelle
  -  Médaille d'argent du keirin
  -  Médaillé de bronze de la vitesse par équipes

### Championnats du monde
| Édition / Épreuve              | Keirin | Vitesse individuelle | Vitesse par équipes                    |
| Pruszków 2019                  |        |                      | 6e                                     |
| Berlin 2020                    |        | 18e                  | Bronze                                 |
| Saint-Quentin-en-Yvelines 2022 |        | Argent               | Or (avec Hoffman, Glaetzer et Cornish) |
| Glasgow 2023                   | Argent | 5e                   | Argent                                 |

### Coupe du monde
- 2018-2019
  - 1er de la vitesse par équipes à Hong Kong (avec Thomas Clarke et James Brister)

### Coupe des nations
- 2022
  - 1er de la vitesse par équipes à Glasgow (avec Thomas Cornish et Leigh Hoffman)
  - 1er de la vitesse individuelle à Milton
  - 2e de la vitesse individuelle à Glasgow
  - 2e du keirin à Milton
  - 3e du keirin à Glasgow
- 2023
  - 1er de la vitesse par équipes à Jakarta (avec Thomas Cornish et Leigh Hoffman)
  - 1er de la vitesse par équipes à Milton (avec Matthew Glaetzer et Leigh Hoffman)
  - 1er du keirin à Milton
  - 3e de la vitesse individuelle à Milton
- 2024
  - 1er de la vitesse par équipes à Adélaïde (avec Leigh Hoffman, Thomas Cornish et Matthew Glaetzer)
  - 1er de la vitesse par équipes à Hong Kong (avec Leigh Hoffman, Thomas Cornish et Matthew Glaetzer)
  - 2e de la vitesse individuelle à Adélaïde
  - 2e de la vitesse individuelle à Hong Kong
- 2025
  - Classement général de la vitesse individuelle
  - 1er de la vitesse à Konya
  - 1er de la vitesse par équipes à Konya (avec Harry Ledingham-Horn et Harry Radford)

### Jeux du Commonwealth
| Édition / Épreuve | Vitesse individuelle | Vitesse par équipes |
| Birmingham 2022   | Or                   | Or                  |

### Ligue des champions
- 2022
  - Classement général du sprint
  - 1er de la vitesse à Palma
  - 1er de la vitesse à Berlin
  - 1er du keirin à Paris
  - 1er du keirin à Londres (I)
  - 1er du keirin à Londres (II)
  - 2e de la vitesse à Paris
  - 2e de la vitesse à Londres (I)
  - 2e de la vitesse à Londres (II)
  - 2e du keirin à Berlin
  - 3e du keirin à Palma
- 2023
  - 1er de la vitesse à Paris
  - 1er de la vitesse à Londres (II)
  - 2e de la vitesse à Londres (I)
  - 2e du keirin à Berlin
  - 2e du keirin à Londres (II)
  - 3e du keirin à Palma
  - 3e du keirin à Paris
  - 3e du keirin à Londres (I)
  - 3e de la vitesse à Berlin
- 2024
  - 1er de la vitesse à Paris
  - 1er du keirin à Paris
  - 1er du keirin à Apeldoorn (II)
  - 2e de la vitesse à Apeldoorn (II)
  - 2e de la vitesse à Londres (I)
  - 3e du keirin à Londres (I)

### Championnats d'Océanie
| Édition / Épreuve        | Keirin | Vitesse individuelle | Vitesse par équipes |
| Melbourne 2016 (juniors) |        |                      | Argent              |
| Invercargill 2019        |        |                      | Argent              |
| Brisbane 2022            | Argent | Argent               | Or                  |
| Brisbane 2023            | Or     | Or                   | Or                  |
| Cambridge 2024           | Or     | Or                   |                     |

### Championnats nationaux
- 2017
  -  Champion d'Australie de vitesse individuelle juniors
  -  Champion d'Australie de vitesse par équipes juniors
- 2018
  - 2e de la vitesse par équipes
- 2019
  - 3e du keirin
- 2020
  -  Champion d'Australie de vitesse individuelle
  - 2e du keirin
- 2021
  -  Champion d'Australie du keirin
  -  Champion d'Australie de vitesse individuelle
- 2022
  - 2e de la vitesse individuelle
- 2023
  -  Champion d'Australie de vitesse individuelle
  -  Champion d'Australie du keirin
- 2024
  -  Champion d'Australie de vitesse individuelle
  -  Champion d'Australie du keirin
- 2025
  -  Champion de Grande-Bretagne du keirin
  -  Champion de Grande-Bretagne de vitesse individuelle
  -  Champion de Grande-Bretagne de vitesse par équipes